# Іванов Іван Іванович (прозаїк)
Іван Іванович Іванов  (8.03.1911, м.Петербург — 14.04.1989, м. Боярка) — український прозаїк, педагог, краєзнавець, автор повісті «Колима», член Спілки Письменників України.

## Біографія
Іванов Іван Іванович народився 8 березня 1911 року в місті Петербург. Син пітерського робітника і білоруської селянки. У Києві закінчив Другу залізничну школу на Солом'янці. Його учителем української мови і літератури був Максим Рильський, який відкрив «словникові холодини» та вогонь поезії. Потім Іван Іванов закінчив Український університет лінгвістичної освіти.Там майбутній письменник слухав лекції Драй-Хмари, Калиновича, Миколи Зерова; самотужки опанував французьку та італійську мову. У голодний 1933 рік родина Іванових переїхала з Києва в Ромни, звідки родом була дружина.
До 2 листопада 1936 року двадцятип'ятирічний Іван Іванович Іванов працював учителем російської мови і літератури в старших класах Роменської школи № 4. У грудні 1936 року був заарештований як «учасник контрреволюційної троцькістської організації». У березні 1937 року Особливою нарадою при НКВС СРСР був засуджений на три роки виправно-трудових таборів. Покарання відбував на Колимі.
Після звільнення працював бухгалтером, учителем російської мови та літератури в Хабаровському краї, Якутії.
В 1949 році повернувся в Україну, закінчив Київський педагогічний інститут, проте до вчителювання не був допущений. Працював у ковальському цеху паровозо-ремонтного заводу в Києві, до 1971 року — бібліотекарем Боярської середньої школи № 1 на Київщині.

## Реабілітація
Справу по звинуваченню Іванова Івана Івановича, 1911 року народження, який працював до арешту викладачем Роменської середньої школи № 4, переглянуто президією Сумського обласного суду 2 липня 1958 року.
Постанову особливої наради від 9 березня 1937 року щодо Іванова Івана Івановича скасовано, а справу припинено за недостатністю зібраних доказів. Громадянин Іванов Іван Іванович реабілітований

## Педагогічна та краєзнавча діяльність
Попри перешкоди, які чинила радянська влада, Іван Іванов приділяв багато зусиль вихованню молоді під час недовгого вчителювання, а здебільшого як бібліотекар та краєзнавець. У Боярській школі № 1 він гуртував навколо себе школярів, привертаючи їх до краєзнавства, історії та археології.

## Творча діяльність
Іванов Іван Іванович написав повість «Колима». Гіркий власний досвід і небажання мовчати на родючому ґрунті літературного таланту виболіли у повість-хроніку «Колима». Остаточне рішення написати правду про колимських каторжанинів було прийняте наприкінці літа 1958 року, коли прийшов нарешті папірець про реабілітацію.
У 1989 році тиражем сто п'ятнадцять тисяч примірників вийшла книга життя Івана Іванова — болісний документ сталінської доби. Автор помер за кілька місяців до виходу свого першодруку.

## Увічнення пам'яті
Меморіальні дошки Івану Іванову встановлені на його будинку в Боярці та на Боярській школі № 1, де він вчителював та працював бібліотекарем.